# 中式面饼
中式面饼泛指中国菜中各種麵餅類食品，包括烧饼、大饼、饼子、火烧等等。

## 簡介

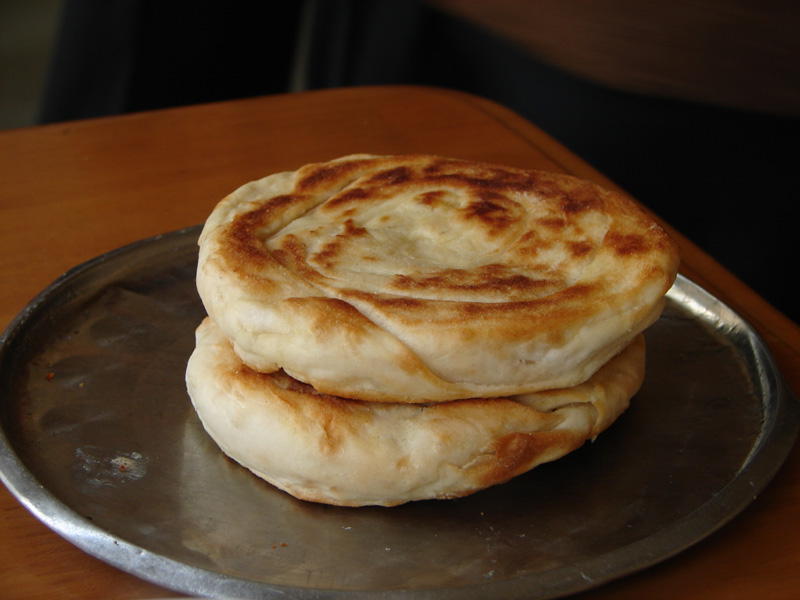
山西运城的饼子

在中国，简单的面饼口味淡或略鹹，用作早餐或其他正餐的主食。火烧一般只有手掌大小，大饼则直径经常在20厘米以上。主要原料是用面粉加水揉成的面团。有些配方还预先用酵母发酵，称为发面饼。面团加入花椒、食盐等少量调味料和食油，揉匀后折叠几次，擀成扁平圆形。烹制方法有多种。

### 大餅及衍生食品
一種大型麵餅，大小一般為20cm或以上，以面皮製成，有烙、烤、蒸等多種做法。

#### 烙餅
北方特色食物，用面皮製成，在鐵鍋或餅鐺内烙至而成，為山東主食之一。

#### 山東油餅
山東特色食物，用面皮製成，在面皮上刷油在鉄鍋或餅鐺内烙制而成，也可撒上蔥花。

#### 千層大餅
濰坊特色食物，在面皮中抹油揉壓使其分成多層，上蒸鍋蒸制而成，麵餅分爲多層，香嫩可口。

#### 熏肉大餅
东北小吃，用肉汤和麵製成大餅，配熏肉食用。

#### 大餅卷大蔥
山東名吃，用煎餅或烙餅捲上山東大蔥，沾大醬或甜麵醬吃。

#### 燴餅
用大餅撕成條，加上各種材料和水煮成麵食。

### 煎餅及衍生食品
中国传统食品，用调成糊状的杂面攤烙而成，多由粗粮制作，也有細面製作。成品水分少较乾燥似牛皮，可厚可薄，方便叠层，口感筋道，食后耐饥饿。一般為圆形，也有方形，疏松多孔。

#### 煎餅馃子
天津小吃，现在有多处流行。用煎饼捲油条（馃子）或者薄脆（馃箅儿）加麵酱和大葱或葱花製成；可加摊鸡蛋，称鸡蛋煎饼馃子。

#### 煎餅卷大蔥
北方名吃，用煎餅捲大蔥食用，可沾大醬、甜麵醬、豆瓣醬等各種醬料食用。

### 火燒
北方常见的一種小型麵餅，大小一般為直徑10cm左右，以面皮添加各種内餡或只用纯面粉製成。制作办法为用饼铛/鏊子煎烙而成。

#### 肉火燒
山東名吃，一種以面皮和肉餡做成的食物，有圓形和長形兩种。比較有名的有泰山肉火燒、濰縣肉火燒、酥皮肉火燒等。
- 泰山肉火燒：泰安小吃，用發麵和肉餡做成，一般為長形，形狀像鞋底，外皮焦黃。
- 濰縣肉火燒：濰縣爐烤火燒，濰坊小吃，三大名吃之一，與普通山東火燒的不同濰縣肉火燒是用燙麵做外皮内加肉餡做成，一般為圓形，外皮烤至焦脆，外酥内軟。最有名的為城隍廟肉火燒。
- 北京褡裢火烧：长条形状的肉馅火烧。

- 酥皮肉火燒：濰坊小吃，用電烤爐製成，俗稱電烤火燒。用油刷面皮將外皮分層，内中夾有肉餡，成品外酥裏嫩，十分好吃。

#### 菜火燒
山東小吃，以肉火燒的製作方法，但用素餡。常見的有豆腐餡、菠菜粉絲餡、韭菜雞蛋餡等等。

#### 點心火燒
濰坊小吃，以酥皮火燒的製作方法，但用甜餡，如豆沙餡、果醬餡等等。

#### 白吉饃
一種用白麵製成的火燒，烙制而成，常用來夾上各種餡料吃。
- 肉夾饃：陝西小吃，是以白吉饃從中間刨開夾上腊汁肉而成。又叫白吉饃夾腊汁肉。
- 河间驢肉火燒：河间名吃，以白吉饃從中刨開加上驢肉製成。

#### 杠子頭
濰坊小吃，以面製成，用鉄杠子將麵團搗成麵餅以得名，烤成的火燒十分堅硬利於攜帶，可以長時間保存。

##### 濰坊燴火燒
濰坊小吃，將杠子頭火燒撕成小塊加各種材料和水煮制而成的麵食。

#### 脂烙酥火烧
濰坊小吃，香油拌麵粉和成面皮；取猪油加熱，加入花椒、桂皮，油化后剔出已炸酥的花椒、桂皮，拌以蒸好的面粉，再和面成馅；入爐烤制而成。皮酥，内餡有异香而不腻。

#### 瓤子火燒
濰坊小吃，以酥皮火燒的製作方法做成，但沒有内餡，面皮用花椒水和成。

#### 砍火燒、梭火燒、簸箕火燒
均为濰坊小吃

#### 延庆火勺

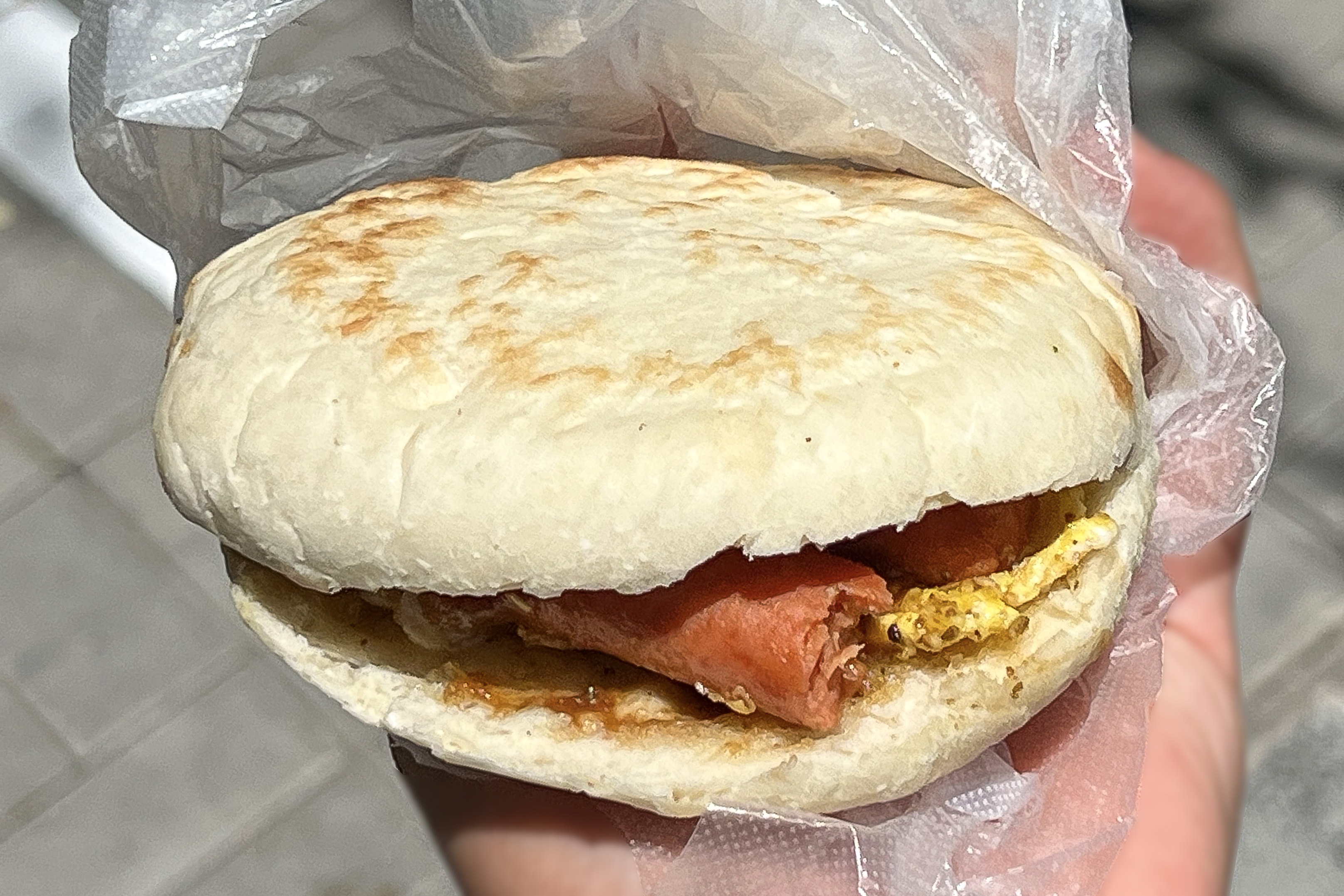
火勺双夹（炒蛋、火腿肠）

北京延庆小吃，采用先烙后烤的制作方法。火勺为半发酵面食，其内无馅心，馅为制作过程中通过多次折叠形成的一层一层的馅，并不是一块馅心 。

#### 卤煮火烧
北京小吃，用半发酵的无馅火烧与猪内脏、油豆腐等一锅卤成。

### 中式餡餅

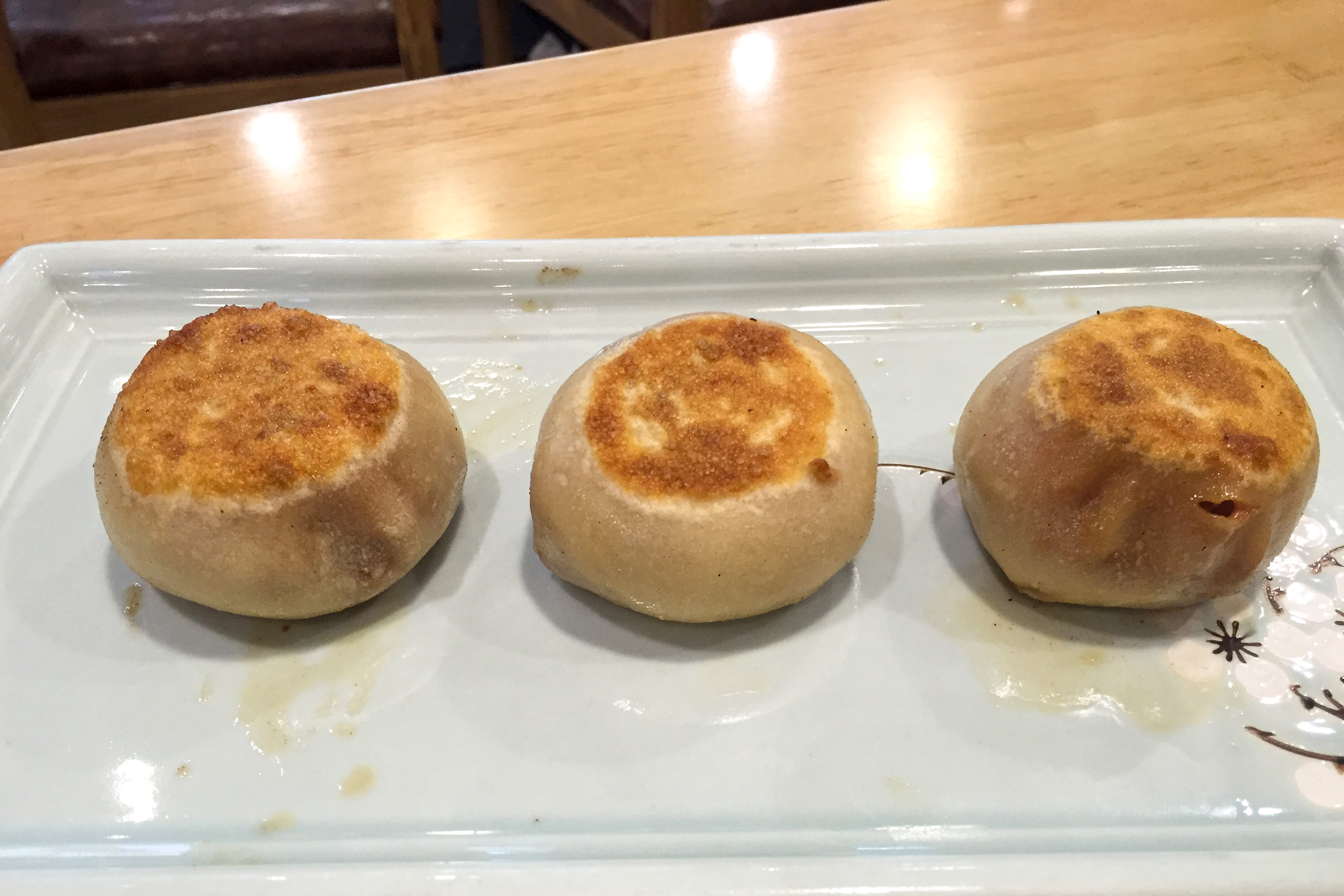
门钉肉饼

在麵餅中加内餡制而成，各種帶餡的火燒、燒餅也可以算作餡餅。

#### 脂餅
濰坊名吃，以豬油、花椒水和以蒸好的麵粉作内餡，再以白麵做外皮，在外皮外面抹一層油上籠蒸制而成。軟香可口，為濰坊傳統主食之一。

#### 小粑

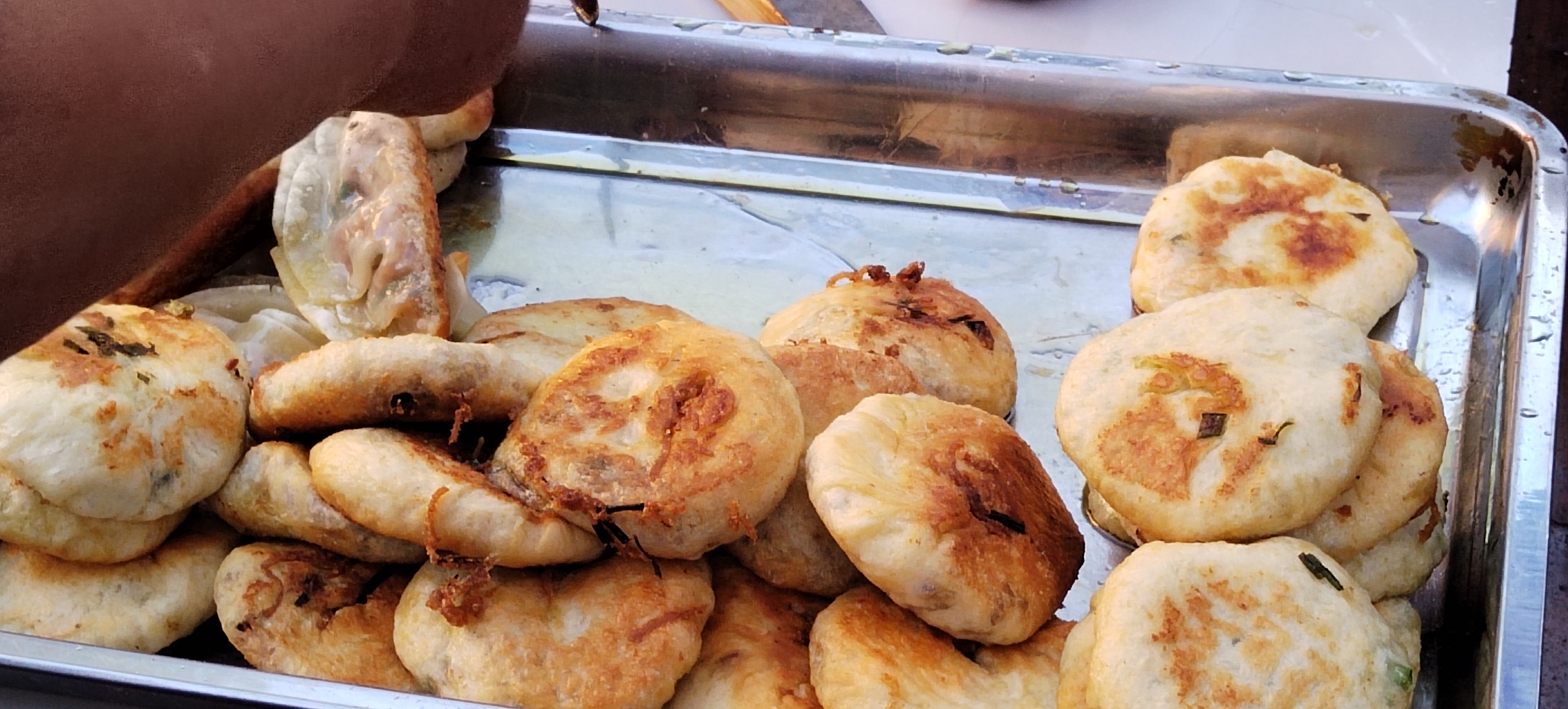
贵池小粑

貴池小粑以精面粉做皮，粉丝、萝卜丝、豆角或咸菜为內馅，在平底锅中用菜籽油生煎而成。香脆可口，為池州傳統主食之一。

#### 金华饼

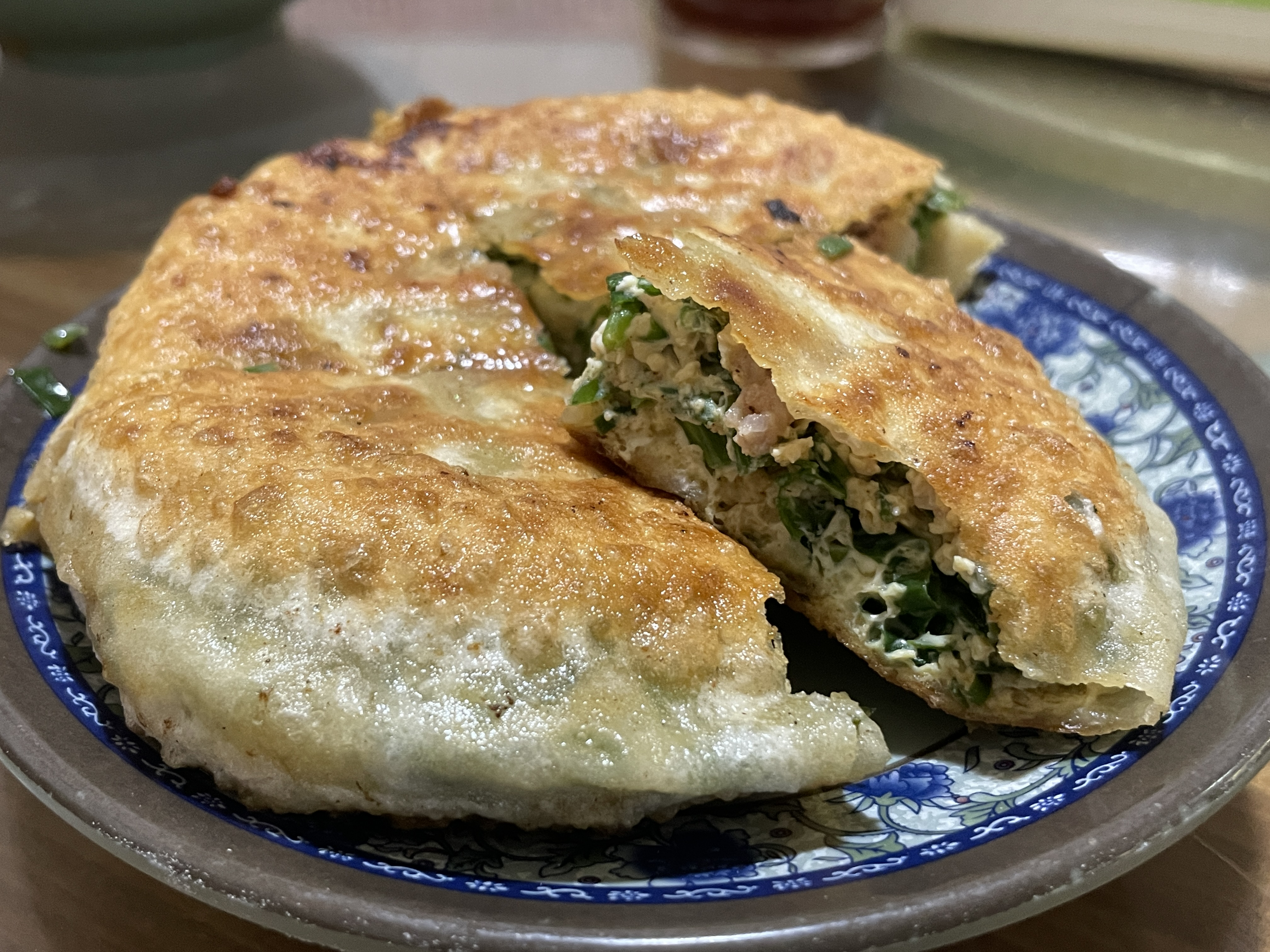
兰溪鸡子馃

- 永康肉麦饼[1]
- 兰溪鸡子馃
- 义乌东河肉饼
- 浦江麦饼
- 武义方饼
- 磐安饺饼筒

### 油餅
以油炸製或煎製而成的麵餅，大小不一。

#### 北京油餅
北京小吃，將面餅抻成圓状，在上边弄几个洞，再涂上食用油，放入油锅中炸制而成；是老北京傳統早餐食物之一。

#### 蔥油餅
由葱花、面、油和各種調味料和成面饼，放入平底鍋中煎制而成。在華人社會的街头、夜市中經常可以見到，是一种傳統的中華小吃。用口味分有北方蔥油餅、南方式蔥油餅、蔥抓餅、蔥肉餅等等。

### 割包
又叫刈包、掛包，一種發源于福州的小吃，以白麵作餅蒸制而成。常用來夾其他菜肴食用，閩南語又叫虎咬豬。

### 燒餅及衍生食品

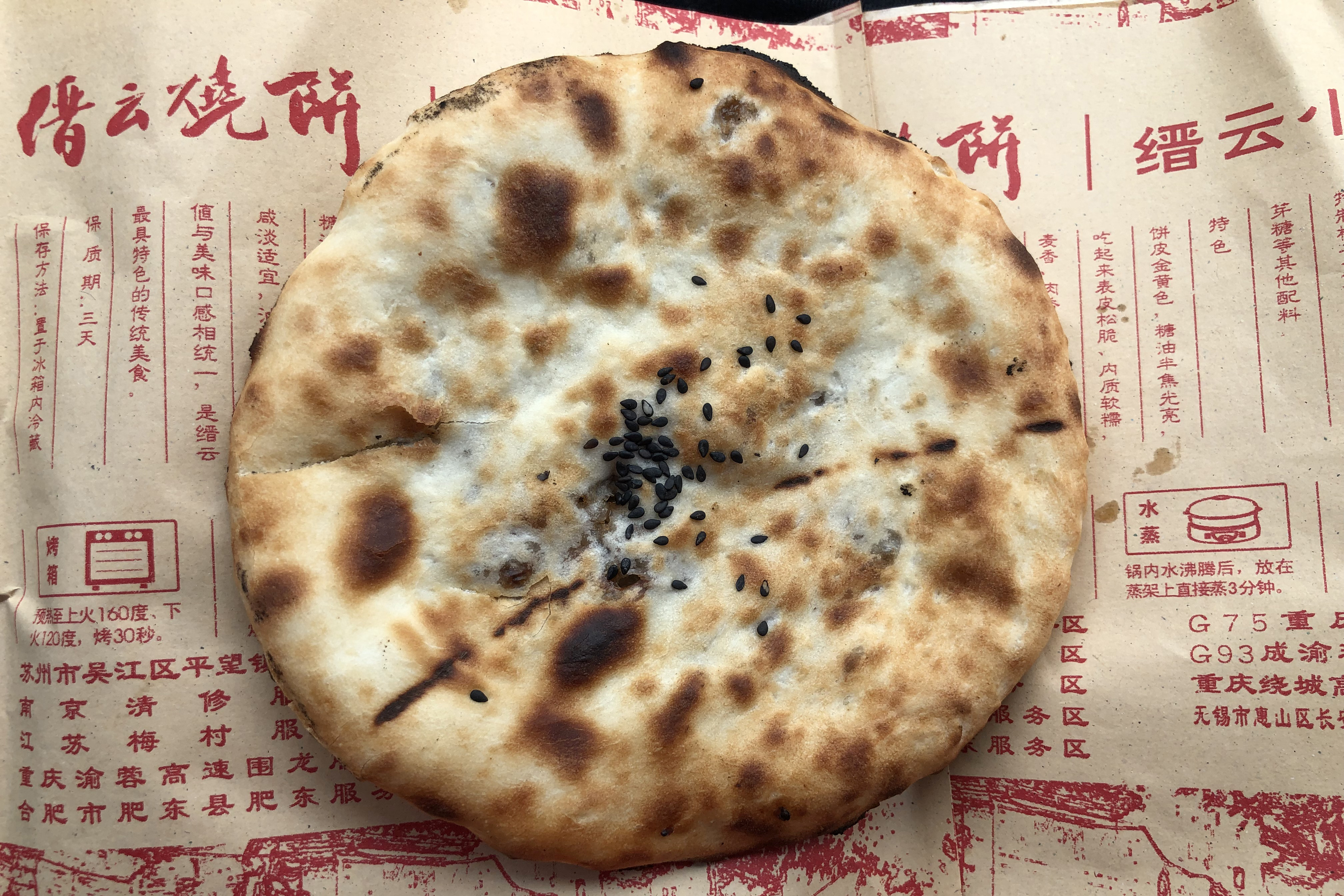
以梅菜和猪肉作馅的缙云烧饼

一種麵餅，將面皮在烤爐裏烤制而成，可硬可軟，焦香可口。

#### 芝麻燒餅
在面皮上撒芝麻烤制成的燒餅，有芝麻的香味令燒餅更可口。

#### 脆燒餅
山東名吃，用油和面皮，放在烤爐裏烤至焦脆而成，其味道酥香可口，為山東著名小吃之一。

#### 肉燒餅
在燒餅面皮中加上肉餡烤制而成，上面也可撒芝麻。

#### 豆馅烧饼
北京小吃，又叫蛤蟆吐蜜，以燒餅中加上豆沙餡製成。因烤制時在燒餅邊上開一小口，燒餅吐出豆餡挂在邊上而得名。

#### 甜烧饼
在燒餅内加入糖製成。

#### 燒餅油条
燒餅夹上油條吃，是中國传统早餐食品之一。

## 外部連結
- 蔥大餅製作教學（页面存档备份，存于）